# Susan Fleetwood
Pour les articles homonymes, voir Fleetwood.
Susan Fleetwood, née le 21 septembre 1944 à St Andrews, Fife et morte le 29 septembre 1995, à Salisbury, Wiltshire, est une comédienne écossaise.  

## Biographie
Avec Terry Hands elle fait partie de the Liverpool Everyman Company en 1964.
Elle succède, en 1972, à Judi Dench en Portia dans la production du Marchand de Venise de la Royal Shakespeare Company où elle est admise comme artiste associé.
En 1974, elle joue Imogen dans Cymbeline monté par John Barton.
Au cinéma elle a joué un des rôles principaux du Sacrifice d'Andreï Tarkovski en 1986.
Elle est la sœur du musicien et acteur Mick Fleetwood du groupe Fleetwood Mac.
Elle décède d'un cancer de l'ovaire à 51 ans.

## Filmographie

### Cinéma
- 1981 : Le Choc des Titans : Athéna
- 1983 : Chaleur et Poussière (Heat and Dust) de James Ivory : Mme Crawford
- 1985 : Le Secret de la pyramide (Young Sherlock Holmes) : Mme Dribb
- 1986 : Le Sacrifice : Adelaïde
- 1987 : Sur la route de Nairobi (White Mischief) : Lady Gwladys Delamer
- 1988 : Regi Andrej Tarkovskij de Michal Leszczylowski : elle-même
- 1990 : Les Frères Krays : Rose
- 1995 : Persuasion : Lady Russell

### Télévision
- 1993 : Les règles de l'art : Mary Gladen
- 1994 : Wycliffe : Lady Cynthia Bottrell
- 1994 : Cadfael : Agnès Picard